# Kanton Lengsfeld
Der Kanton Lengsfeld war eine Verwaltungseinheit im Distrikt Hersfeld des Departements der Werra im napoleonischen Königreich Westphalen. Hauptort des Kantons und Sitz des Friedensgerichts war die Stadt Lengsfeld, seit 1896 Stadtlengsfeld, seit 2019 Ortsteil von Dermbach im heutigen Wartburgkreis, Thüringen.

## Geschichte
Lengsfeld, Gehaus und Weilar und die umliegenden Weiler des Amts und späteren Kantons Lengsfeld bildeten bis 1802 die reichsunmittelbare Herrschaft Lengsfeld der Herren von Boyneburg, wechselten dann aber, bedingt durch die Napoleonischen Kriege, in rascher Folge mehrmals ihren Landesherrn.
Zunächst gingen sie mit dem Großteil des bisherigen Hochstifts Fulda an Friedrich Wilhelm von Oranien-Nassau, dem sein Vater, der Erbstatthalter Wilhelm V. die ihm 1801 nach der französischen Eroberung der Niederlande zugefallene Entschädigung in Deutschland, das säkularisierte Fürstentum Fulda nebst Corvey am 29. August 1802 abgetreten hatte. 1803 besetzte das Kurfürstentum Hessen eigenmächtig und für kurze Zeit das Amt, musste es aber unter Napoléons Druck wieder herausgeben.
Nachdem Friedrich Wilhelm von Oranien als Befehlshaber einer preußischen Division nach der Schlacht bei Jena am 15. Oktober 1806 mit 10.000 Mann in Erfurt kapituliert hatte, erklärte ihn Napoléon seines Fürstentums verlustig. Kurzzeitig gehörte das Amt Lengsfeld nunmehr wieder zum Kurfürstentum Hessen, das erneut von ihm Besitz ergriff, kam aber bereits im August 1807 mit dem gesamten von Napoleon annektierten Kurfürstentum zum neu geschaffenen Königreich Westphalen unter des Kaisers Bruder Jérôme.
1810 wurde der gesamte Kanton Teil des neuen Großherzogtums Frankfurt. Nach der Völkerschlacht bei Leipzig besetzte Kurhessen 1814 das Gebiet zum dritten Mal. Dies wurde von den anderen Mächten für rechtswidrig erklärt, und nach dem Wiener Kongress nahm Preußen das Fürstentum Fulda samt dem Amt Lengsfeld im Juli 1815 in Besitz.
Per Staatsvertrag kam es dann im Februar 1816 als das „Großherzoglich-Freiherrllch von Boyneburg und von Müllersche Patrimonial-Amt Lengsfeld“ an das Großherzogtum Sachsen-Weimar-Eisenach, bei dem es bis November 1918 verblieb.

## Umfang
Der Kanton umfasste eine Stadt und 9 Dörfer, Weiler und Einzelhöfe, hatte 4.271 Einwohner und eine Fläche von 1,51 Quadratmeilen.
Zum Kanton gehörten die Orte:
- Stadt Lengsfeld
- Gehaus mit Hof Altenroth (Altenrode)
- Hohenwart
- Bayershof
- Fischbach (am Baier)
- Schwanenhof und Papiermühle
- Weilar
- Oechsen[3]